# Aeroportul Gelephu
Aeroportul Gelephu (IATA: GLU, ICAO: VQGP) este un aeroport din Sarpang, Bhutan.
Situat la o altitudine de 276 m, aeroportul dispune de o singură pistă.